# Гренада на літніх Олімпійських іграх 1996
Гренада на літніх Олімпійських іграх 1996 року в Атланті (США) взяла участь вчетверте за свою історію. Країну представляли 5 спортсменів (всі чоловіки), які брали участь у змаганнях з легкої атлетики. Країна не завоювала жодної медалі.

## Легка атлетика
Трекові і шосейні дисципліни
| Річард Бріттон Руффус Джонс Аллен Франсік Клінт Вільямс | естафета 4 × 400 м, чоловіки | дискваліфіковані | — | — | — | — | — |

Польові дисципліни
| Спортсмен   | Дисципліна                  | Кваліфікація | Кваліфікація | Фінал      | Фінал      |
| Спортсмен   | Дисципліна                  | Результат    | Місце        | Результат  | Місце      |
| ----------- | --------------------------- | ------------ | ------------ | ---------- | ---------- |
| Кенні Льюїс | стрибки у довжину, чоловіки | 7,41         | 39           | не пройшов | не пройшов |